# Alyattes II
Alyattes II av Lydien (klassisk grekiska: Ἀλυάττης) var den näst sista kungen av det antika lydiska riket i Mindre Asien, i 57 år mellan omkring 617 och omkring 560 f.Kr. under den mermnadiska dynastin. Han var son till Sadyattes och far till Krösus.
Alyattes utvidgade sin fars rike genom lyckosamma krig. Han fortsatte det krig som hans far Sadyattes hade börjat mot Miletos, fördrev kimmerierna från Mindre Asien, underkuvade Karien och flera andra mindreasiatiska landskap samt erövrade de grekiska stadsstaterna Kolofon och Smyrna. Smyrna plundrades och ödelades omkring 600 f.Kr., och invånarna tvingades flytta ut på landsbygden.

## Slaget vid Halys
Senast år 590 f.Kr. hade han segerrik trängt sig fram till floden Halys, ungefär mitt i Mindre Asien. Här stötte han samman med mederna, som österifrån under sin kung Kyaraxes lyckosamt hade krigat sig fram till floden. Ett krig utbröt, och den 28 maj 585 f.Kr. stod ett slag vid Halys. Detta slag avbröts av en solförmörkelse, enligt Herodotos precis när de två stormakternas härar stod mitt framför varandra, redo att börja slaget. Herodotos säger även att solförmörkelsen hade förutsagts av filosofen Thales. Fred slöts, och Halys bestämdes som gräns mellan medernas och lydernas riken. Vid freden lär också äktenskap ha ingåtts mellan den mediske kungen Kyaraxes son Astyages och Alyattes dotter Aryenis.

## Alyattes grav
Utanför sin huvudstad Sardes uppförde Alyattes ett stort gravmonument, som nämns av både Herodotos och Strabon. Av de omkring 60 stora gravhögarna på slätten vid Sardes tros en hög omkring en mil norr om staden, den östligaste av de tre största, vara Alyattes grav. Graven undersöktes år 1854 av Ludwig Peter Spiegelthal, den preussiske konsuln i Smyrna. Han upptäckte ett stort valv av väl utskurna marmorblock, men sarkofagen och dess innehåll hade förts bort av gravplundrare. Endast några krukskärvor och bitar av alabastervaser hittades, men allt passade väl in på Alyattes tid.

## Myntslagning

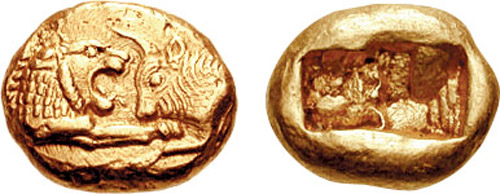
Mynt präglade i Lydien

Alyattes anses ha varit den som standardiserade vikten på mynt: 1 stater motsvarade 168 vetekorn. Alyattes mynt präglades med ett lejonhuvud, mermnadernas symbol.

## Ordningsnumret
Ordningsnumret "II" är troligen inte med verkligheten överensstämmande, utan baseras på John Lemprières Classical Dictionary (Biblioteca Classica) från 1788. I verket citeras inte några källor, men det grundar sig sannolikt på antika epigrafer eller tidigare verk som baserats på sådana epigrafer, dvs. kungalängder nedtecknade på lertavlor och liknande.
Dagens historiker är ense om att epigrafiska listor generellt sett inte är pålitliga som historiska dokument. De blandar exempelvis ibland kungar från olika områden. Livio Catullo Stecchini menade att Gyges var den första lydiska kungen, och att de som kom före honom i själva verket var kungar över det närbelägna Maionien, ett frygiskt lydrike. Dessutom är epigrafiska listor ofta baserade på legender, och kan till exempel innefatta Herakles som grundaren av en stad eller anfader till ett folk, så en annan möjlighet är att Alyattes I är en mytisk, snarare än en historisk, figur.
Historikerna Herodotos och Strabon säger båda att Kroisos far hette Alyattes, och nämner inte alls någon tidigare kung Alyattes av Lydien i sina texter om landet. Nyare uppslagsverk, såsom Oxford Classical Dictionary och Encyclopaedia Britannica använder inte namnet "Alyattes II", och nämner ingen tidigare kung vid namn Alyattes.

### Allmänna
- Alyattes i Nordisk familjebok (andra upplagan, 1904)

### Fotnoter
1. ↑  ”Classical Dictionary, uppslagsord=Alyattes I”. http://books.google.se/books?id=oK89AAAAIAAJ&pg=PA35&dq=%22alyattes+i%22&lr=&ei=glbXSveGNqfCyATw-9GxDg#v=onepage&q=%22alyattes%20i%22&f=false. Läst 15 oktober 2009.
2. ↑  Stecchini. ”Gyges & Homer”. Arkiverad från originalet den 5 mars 2016. https://web.archive.org/web/20160305091406/http://www.metrum.org/gyges/. Läst 15 oktober 2009. (Internet Archive)